# Guillaume Kerbusch
Guillaume Kerbusch, né le 22 mars 1988 à Charleroi, est un acteur de cinéma, de télévision et de théâtre belge. Il tient l'un des rôles principaux dans La Trêve.

## Biographie[2]
Il est diplômé du Conservatoire royal de Mons.
Au théâtre, il a joué, entre autres, au Théâtre Varia, au Théâtre royal du Parc, au Manège.Mons, au Théâtre Océan Nord, à l'Atelier 210, etc.
Il a également écrit les pièces pour adolescents : Le Trait d'union, Brandon et Jimmy n’est plus là. Cette dernière a reçu le prix Maeterlinck du meilleur spectacle jeune public 2020.
Au cinéma, il a participé à plusieurs longs métrages, notamment sous la direction de Thomas Vinterberg, de Vincent parronaud (Winshluss), d'Yves Hanchar, de Stijn Coninx et d'Éric-Emmanuel Schmitt.
En 2016 et 2018, il interprète le rôle de Sebastian Drummer dans la série La Trêve.
En 2018, il participe aux Talents Adami Cannes dans le film Judith Hôtel de Charlotte Le Bon.

## Filmographie

### Cinéma[3]
- 2008 : Sans rancune ! d'Yves Hanchar : Fernandez
- 2009 : Oscar et la Dame rose d'Éric-Emmanuel Schmitt : le fils de la dame Rose
- 2009 : Sœur sourire de Stijn Coninx : l'étudiant de Louvain
- 2017 : Dynaman (court métrage) de Michiel Blanchart : Baptiste / Dynaman
- 2018 : Seul avec elle (court métrage) de Laura Petrone et Guillaume Kerbusch : Guillaume
- 2018 : Boomerang [4] (TV) de Nicole Borgeat : Théo
- 2018 : Kursk de Thomas Vinterberg : Zhukov
- 2018 : Dreamland de Bruce McDonald : Fegelein
- 2018 : Judith Hotel (court métrage) de Charlotte Le bon : Louis
- 2019 : Cosmogony de Vincent Parronaud
- 2020 : Rien lâcher (court métrage) de Laura Petrone et Guillaume Kerbusch : Greg
- 2024 : La nuit se traîne de Michiel Blanchart : le jeune policier
- 2024 : The Killer de John Woo

### Séries télévisées
- 2023 : 1985 : Robert Beijer
- 2019 : Moloch (saison 1) : Franck
- 2018: Lucas etc... (saison 2) : Monsieur Delmotte
- 2018: La Trêve (saison 2) : Sébastian Drummer
- 2018 : les rivières pourpres : Frère Stéphane
- 2016 : La Trêve : Sébastian Drummer
- 2013 : Typique : l'assistant

## Théâtre
Comédien
- Le Trait d'union de Guillaume Kerbusch, mis en scène par Valentin Demarcin
- Le Mouton et la Baleine d'Hamed Ghazali, mis en scène par Jasmina Douieb
- Le Roi Lear de Shakespeare, mis en scène par Lorent Wanson
- The Hilarious Talk Show d'Axel Cornil, mis en scène par Axel Cornil
- Nuages et quelques gouttes de pluie de Marc Hendrickx, mis en scène par Jean-Claude Daspremont
- Feu la mère de Madame de Georges Feydeau, mis en scène par Pierre Haezaert
- Pas un chat de Katia Akselrode, mis en lecture par Jasmina Douieb

Écriture
- Brandon (2019)
- Jimmy n'est plus là (2019)
- Le Trait d'union, aux éditions Lansman

Mises en scène
- Brandon (2019) de Guillaume Kerbusch, co-mis en scène avec Laura Petrone [6]

- Jimmy n'est plus là (2019) de Guillaume Kerbusch[7]

## Distinctions[8],[9],[10]
- Jimmy n'est plus là (2019) 
  - Prix du ministre de la jeunesse aux Rencontres jeune public de Huy 2019
  - Coup de cœur du jury de la presse aux Rencontres jeune public de Huy 2019
  - « Meilleur spectacle jeune public » prix Maeterlinck de la critique 2020.
- Le Trait d'union :
  - Prix Kiwanis aux Rencontres théâtre jeune public de Huy 2014
  - Prix de la ministre de l'enseignement secondaire aux Rencontres théâtre jeune public de Huy 2014